# Josef Koller
Josef Koller (* 9. března 1979 Uherské Hradiště) je český herec a rozhlasový moderátor, od roku 2006 člen souboru Městského divadla Zlín.

## Život
Vystudoval Gymnázium J. A. Komenského Uherský Brod a v roce 2003 činoherní herectví na Divadelní fakultě Janáčkovy akademie múzických umění v Brně.
V letech 2002 až 2006 působil v Národním divadle Brno, od roku 2006 je členem souboru Městského divadla Zlín. Co se týká filmové a televizní tvorby, tak se objevil ve studentských filmech Hra (2014) a Cornelia (2018). Ztvárnil také role v seriálech Četnické humoresky (2000 a 2007) a Znamení koně (2011).
Je ženatý, manželka se jmenuje Lucia. Mají spolu čtyři děti. Je vášnivým sběratelem stavebnice Lego. Od září 2023 se stal novým moderátorem odpoledního víkendového vysílání Českého rozhlasu Zlín.